# Pourrières
Pourrières – miejscowość i gmina we Francji, w regionie Prowansja-Alpy-Lazurowe Wybrzeże, w departamencie Var.
Według danych na rok 1990 gminę zamieszkiwało 2631 osób, a gęstość zaludnienia wynosiła 47 osób/km² (wśród 963 gmin regionu Prowansja-Alpy-W. Lazurowe Pourrières plasuje się na 225. miejscu pod względem liczby ludności, natomiast pod względem powierzchni na miejscu 124.).